# Абрек
Абре́к — у кавказьких горян (горців) цим іменем називають чоловіка, що переймає на себе обітницю уникати життєвих радощів і бути безстрашним в усіх боях та зіткненнях з людьми. Термін обітниці деколи буває досить тривалим — до п'яти років, протягом якого абрек відмовляється від усіх попередніх стосунків, від рідні та друзів; абрек не має нічого заповітного і позбавлений страху

## Термін
За «Енциклопедичним словником товариства братів О. і І. Гранат» абреками називалися черкеси, що давали обітницю безмежної хоробрості і жертовності.
За часів воєн Російської імперії на Кавказі, що тривали від початку XIX до 30-х років XX століття, і знову відновилися наприкінці XX ст. нинішньою Росією, зміст терміна для завойовників змінювався. І вже за «Малою Радянською енциклопедією» (1928), абрек — це назва кавказького горянина (горця), вигнаного зі свого роду за злочин.
З часів завоювання Кавказу, в Російській імперії абреками почали називати жителів гір, що поодинці чи невеликими групами вели партизанську війну з завойовниками. Особливо цей термін поширився під час кавказьких воєн Російської імперії.

## Історія абрецтва та визначні представники
У часи завоювання Російською імперією Кавказу абрек-горець — партизан, що боровся проти тиранії чиновників та російського уряду, війська й адміністрації. Абрецтво перетворилося на своєрідну національну захисну реакцію народів Кавказу проти свавілля російської влади, як форма протесту проти нестерпного національного та соціального гноблення.
Останній абрек, — Хасуха Магомадов,— був убитий 28 березня 1976 року співробітниками КДБ